# Francesco Capaccini
Francesco Capaccini (14. august 1784 – 15. juni 1845) var en af den katolske kirkes kardinaler. Han var tilknyttet Den romerske kurie og det pavelige diplomati, og var blandt andet nuntius i Nederlandene, og var også involveret i forhandlingerne som førte til en normalisering i forholdet til Portugal 1842.
Før sin præstevielse havde han været en fremragende astronom ved observatoriet i Napoli.
Han blev udnævnt in pectore til kardinal i juli 1844 af pave Gregor XVI, udnævnelsen blev publiceret i april 1845.
Han deltog i konklavet 1846 som valgte pave Pius IX, og i konklavet 1878 som valgte pave Leo XIII.